# Карабута Євген Володимирович
Євген Володимирович Карабута (нар. 11 лютого 1992) — український спортсмен, веслувальник на байдарках і каное, срібний призер літньої Універсіади у Казані.

## Біографія

### Універсіада 2013
На літній Універсіаді, яка проходила з 6 по 17 липня у Казані, Євген представляв Україну в веслуванні на байдарках і каное у двох дисциплінах. та завоював срібну нагороду разом із Максимом Більченком, Олександром Сенкевичем та Ігорем Труновим.
Срібло спортсмен здобув байдарці-четвірці на 200 метрів. У попередніх запливах вони посіли перше місце (32.196) чим відразу гарантували собі участь у фіналі. Там українці покращили свій час до 30.611, але цього виявилось недостатньо і вони посіли лише друге місце. Чемпіонами стали росіяни (30.060), бронзові нагороди у поляків (31.031).
У дисципліні байдарка-четвірка 500 метрів спортсмен виступав разом з Дмитром Борзуковим, Кирилом Черноморовим та Ігорем Труновим. Тут у попередніх запливах вони посіли друге місце з часом 1:29.437. Цей час забезпечив їм потрапляння до фіналу, де українці посіли четверте місце (1:26.458).

## Державні нагороди
- Орден Данила Галицького (25 липня 2013) — за досягнення високих спортивних результатів на XXVII Всесвітній літній Універсіаді в Казані, виявлені самовідданість та волю до перемоги, піднесення міжнародного авторитету України[5]